# Каратаг (река)
Карата́г (в верховье Диахандарья тадж. Қаратоғ от узб. Qaratog' — черная гора) — трансграничная река протекающая по территории районов республиканского подчинения Таджикистана (около 80 км) и Сурхандарьинской области Узбекистана. Одна из составляющих Сурхандарьи. Основные притоки — Ширкент, Дехкондара и Пайрон, а также Большой Гиссарский канал.
Длина — 99 км. Площадь водосбора — 2430 км². Средневзвешенная высота водосбора 2650 м. Количество притоков имеющих длину менее 10 км расположенных в бассейне Каратаг — 107, их общая длина составляет 213 км.
Начало берёт из ледников южного склона Гиссарского хребта на высоте 4400 метров над уровнем моря. Общая площадь ледников расположенных в бассейне реки — 27,2 км². Согласно данным справочника «Ресурсы поверхностных вод СССР» (1969, 1971) питание реки — снего-ледниковое, имеет следующий состав: основное грунтовое — 25 %, ледниковое — 10 %, снеговое — 62 % и дождевое — 3 % от годового стока. Месяц максимального стока — апрель.
В бассейне реки Каратаг расположились озёра Пайрон, Тимурдара, Кульджуазак и историко-природный парк Ширкент.